# Балчуг-плаза
«Балчуг-плаза» — бизнес-центр, расположенный на углу Садовнической набережной и улицы Балчуг в районе Замоскворечье Центрального административного округа города Москвы. Построен в 2002—2004 годах на участке, ограниченном Садовнической набережной, улицей Балчуг и территорией храма Великомученика Георгия Победоносца в Ендове, при этом исторические постройки на участке были снесены, а виды на храм были полностью перекрыты фасадом. 

## История
Деловой центр «Балчуг-плаза» был спроектирован в 1995—1997 годах коллективом «Моспроекта-2» под руководством Михаила Посохина-младшего. Инвесторами строительства выступили «СТ Групп», связанная с Шалвой Чигиринским, и Millhouse Capital Романа Абрамовича, совместно вложившие более 50 миллионов долларов. Генеральным подрядчиком была компания «Кодест», дизайн общественных пространств выполнила итальянская компания «Интерстудио». Управляющей компанией «Балчуг-плаза» была выбрана «Савацкий Проперти Менеджмент». 
Летом 2004 года компания Millhouse Capital стала единственным собственником делового центра, а в начале 2005 — передала его «Сибнефти» для размещения офиса. В 2005 году «Сибнефть» с переходом под контроль «Газпрома» отказалась от аренды. В 2010—2014 годах знаковым резидентом делового центра была корпорация Google, арендовавшая здесь от 2,6 до 3,7 тысяч м². 

## Архитектура
Комплекс занял участки № 5 и № 7 по улице Балчуг (по Садовнической набережной — участок № 1). Он состоит из четырёх зданий общей площадью около 30 тысяч м², из них более 20 тысяч м² приходятся на основной корпус. Дореволюционные здания на участках были снесены, фасады двух малоэтажных построек (протяжённое 2-этажное и 3-этажное здания) копируют черты утраченных исторических фасадов. Оны сданы в аренду ресторанам и кафетериям, а офисные помещения разместились в новом корпусе, возведённом на месте 5-этажного исторического здания. Этот корпус получил переменную высоту в 5—9 этажей за счёт 4-этажного стеклянного объёма, установленного на удалённую от Балчуга сторону, своим фасадом он подавил виды на храм Георгия Победоносца в Ендове и другие соседние здания. Под ним построена 3-уровневая подземная автостоянка на 196 парковочных мест. Объём сдаваемых в аренду офисных площадей — 17,3 тысяч м² (в 4-этажном объёме площадь одного этажа составляет 1,5 тысяч м², в 9-этажном — 2,5—3 тысячи м²). 
С архитектурной точки зрения «Балчуг-плаза» — характерный пример лужковского стиля в архитектуре Москвы. Построенное с претензией на неоклассический стиль, здание получило аляповытый декор, включающий длинные тонкие подобия колонн, имитацию портиков и гранёные квадратные нашлёпки между 2 и 3 этажами. В облицовке фасадов использованы гранит, медь и тонированное стекло, в зонах общего пользования — гранит, мрамор, ценные породы дерева, венецианская штукатурка. 
Краевед и активист движения «Архнадзор» Александр Фролов назвал здание градостроительной ошибкой: 

…совершенно ужасен бизнес-центр «Балчуг Плаза» на набережной Водоотводного канала, где поверх брутального объёма поставлен какой-то упрощённый парфенон с колоннами. Здание неуместное по деталям и гигантскому объёму, оно загораживает соседние дома и церковь Георгия Победоносца в Ендове. Мы смотрим вдоль Пятницкой и видим верхнюю часть офисного центра, он подавляет всё вокруг. Нужно ли было здесь здание такого размера? Нужна ли была здесь такая архитектура? Мне кажется — нет, это была градостроительная ошибка.